# Geoica eragrostidis
Geoica eragrostidis är en insektsart. Geoica eragrostidis ingår i släktet Geoica och familjen långrörsbladlöss. Inga underarter finns listade i Catalogue of Life.